# Ariel Rosada
Ariel Javier Rosada (Campana, provincia de Buenos Aires, Argentina, 11 de abril de 1978), más conocido como «Bombón», es un exfutbolista argentino. 
Se desempeñaba en la posición de mediocampista central, caracterizándose por contar su juego con mucho quite y marca. Surgido de las inferiores de Boca Juniors, se consagró dos veces campeón con el «Xeneize». 
También integró las filas de Newell's Old Boys logrando el Apertura 2004. Tuvo un paso por el Deportivo Toluca de México.
Se retiró de la actividad deportiva en 2014.

## Trayectoria
Rosada se forjó en las categorías inferiores de Boca Juniors y debutó en primera con ese equipo un 19 de febrero de 1998 frente a Argentinos Juniors. Muy joven, al final de esa temporada, fue traspasado al equipo neerlandés AZ Alkmaar, pero su aventura no tuvo éxito y antes de acabar el año regresó a Boca Juniors. Al final de esa temporada, en 1999, se enrola en las filas de Chacarita Juniors, donde pasa 4 años, antes de ser fichado por Newell's Old Boys. Allí pasa 2 temporadas, y consigue su tercer título, el Apertura 2004. 
Decide probar suerte en la Liga Mexicana y ficha por el Deportivo Toluca en 2005, donde ese mismo año consigue el Apertura. Pasa 3 buenos años en México, pero en el mercado de invierto de la 2007/08 vuelve a Europa, al Celta de Vigo de la segunda división de España. 
Para el Apertura 2009 regresa a Boca, siendo titular de la mano de Alfio Basile, pero muy cuestionado.
Con la llegada de Abel Alves al cuerpo técnico, Ariel fue relegado al banco de suplentes. Luego del vencimiento de su contrato con Boca, la directiva de dicho club decidió no renovarle y Rosada arregla su incorporación a Banfield a préstamo por 1 año con una opción de compra. En el mes de junio quedó desafectado de Banfield, sumándose a Olimpo, equipo que en junio de 2012 pierde la categoría. 
El 16 de agosto de 2012 se incorpora a Villa Dálmine para jugar en la Primera B. Jugó en el club Otamendi FC de Campana, que militaba en el Torneo Argentino C
En las últimas horas del día 24 de marzo del 2014, Ariel se sumó a la plantilla del último campeón de la Liga Casaresense, el Club Argentina 78, donde solo jugó 4 partidos.
El 7 de julio de 2014 Rosada se retira del fútbol.

## Clubes
| Club              | País         | Año        |
| ----------------- | ------------ | ---------- |
| Boca Juniors      | Argentina    | 1997-1998  |
| AZ Alkmaar        | Países Bajos | 1998-1999  |
| Chacarita Juniors | Argentina    | 1999-2003  |
| Newell's Old Boys | Argentina    | 2003-2005  |
| Toluca            | México       | 2005-2008  |
| Celta de Vigo     | España       | 2008-2009  |
| Boca Juniors      | Argentina    | 2009-2010  |
| Banfield          | Argentina    | 2010-2011  |
| Olimpo            | Argentina    | 2011-2012  |
| Villa Dálmine     | Argentina    | 2012- 2013 |
| Otamendi FC       | Argentina    | 2014       |
| Club Argentina 78 | Argentina    | 2014       |

## Palmarés

### Campeonatos nacionales
| Título               | Club              | País      | Año  |
| -------------------- | ----------------- | --------- | ---- |
| Primera División     | Boca Juniors      | Argentina | 1998 |
| Primera División     | Boca Juniors      | Argentina | 1999 |
| Primera División     | Newell's Old Boys | Argentina | 2004 |
| Primera División     | Toluca            | México    | 2005 |
| Campeón de Campeones | Toluca            | México    | 2006 |